# As Frenéticas
As Frenéticas foi um girl group brasileiro formado no Rio de Janeiro em 1977, originalmente composto por Dhu Moraes, Edyr Duque, Leiloca Neves, Lidoka Martuscelli, Regina Chaves e Sandra Pêra. Destacou-se como um dos atos de maior sucesso da disco music brasileira.

## Carreira

### 1976–1984: Formação e sucesso
Em 5 de agosto de 1976, o compositor e produtor musical Nelson Motta inaugurou num shopping no bairro da Gávea, Rio de Janeiro, a Frenetic Dancing Days Discotheque, que se tornou a febre das noites cariocas. Para servir as poucas mesas no espaço ocupado por uma enorme pista de dança, Motta teve a ideia de contratar garçonetes que, vestidas de malhas colantes, com saltos altíssimos e maquiagem carregada, fariam o atendimento e, no meio da noite, subiriam de surpresa ao palco e cantariam três ou quatro músicas, antes de voltarem a servir. Sandra Pêra, irmã de Marília Pêra e, portanto, cunhada de Motta na época, se interessou pela colocação e trouxe para o grupo as amigas Dudu Moraes e as ex-integrantes do grupo Dzi Croquettes: Regina Chaves, Leiloca e Lidoka. Completou o sexteto, indicada pelo DJ da discoteca, a atriz Edir de Castro, que tinha participado do elenco do musical Hair. Foi selecionado um repertório de cinco músicas e o grupo foi produzido por Roberto de Carvalho, que na época era namorado de Rita Lee.
Em 1977, batizadas como Frenéticas para associá-las ao nome da discoteca, aos poucos as pequenas apresentações foram virando shows com mais de uma hora de duração e elas deixaram as função de garçonetes por conta do sucesso. Elas executavam uma apresentação que combinava humor picante, erotismo nas roupas e na letra das músicas, ritmo contagiante e uma performance esfuziante no palco. No seu primeiro sucesso, "Perigosa" (da autoria de Roberto de Carvalho, Nelson Motta e Rita Lee), o refrão "dentro de mim" escrito por Rita, repetido inúmeras vezes entre gemidos lúbricos e gritinhos histéricos, deu o tom de suas apresentações. Com o fechamento da Frenetic Dancing Days, passaram a apresentar-se no Teatro Rival, atraindo um público mais diversificado. As Frenéticas foram contratadas pela gravadora Warner, que recém se instalava no Brasil. O primeiro compacto, "A Felicidade Bate a Sua Porta" de Gonzaguinha, foi muito executado nas rádios. Em seguida, o primeiro LP Frenéticas vendeu bem, atingindo 150 mil cópias e recebendo um Disco de Ouro. No final dos anos 70 conseguiram o feito inédito de emplacar o tema de abertura de duas novelas da Rede Globo, Dancin' Days e Feijão Maravilha, respectivamente com as canções "Dancin' Days" (Ruban e Nelson Motta) e "O Preto que Satisfaz" (Gonzaguinha). Depois vieram mais três discos pela Warner.
Em 1982 Sandra e Regina deixaram o grupo e o quarteto remanescente assina contrato com a gravadora Top Tape, lançando o último álbum antes de encerrar os trabalhos em 1983.

### 1992: Primeiro retorno
O sexteto voltou a se reunir em 1992 para gravar o tema de abertura da novela Perigosas Peruas composto por Nelson Motta, Renato Ladeira, Roberto Lly, Julinho Teixeira e Boni, e duas canções inéditas: "Oh! Boy" (Gonzaguinha) e "Lefudez Vouz" (Dito) que fizeram parte da coletânea em CD "As Mais Gostodas das Frenéticas". Até então, a discografia do grupo era constituída apenas de LPs de vinil. Outra coletânea em CD "Sempre Fenéticas" foi lançada em 1999.

### 2001: Segundo retorno
O grupo realizou uma nova reunião em 2001, embora contando apenas com Lidoka, Edir e Dudu. As três, aconselhadas por uma numeróloga, mudaram seus nomes artísticos respectivamente para Lídia Lagys, Edyr Duque e Dhu Moraes. As demais integrantes do grupo original não quiseram retornar, preferindo continuar nas atividades que exerciam: Regina, era produtora e esposa do humorista Chico Anysio; Leiloca como astróloga e atriz; Sandra, como atriz e diretora teatral. As integrantes contaram com as vocalistas de apoio Gabriela Pinheiro, Cláudia Borioni e Liane Maya nas faixas do CD e nas apresentações, fazendo os vocais das ex-integrantes, mas não foram creditadas como membros oficiais ou tomaram a frente como as demais, embora apareçam nas fotos da capa do disco. Ao recusar o convite, Leiloca deixou registrado em seu website que ela só participaria desta volta, se houvesse infraestrutura com um show bem produzido, patrocinadores e divulgação. Após uma rápida turnê e alguns programas de televisão o grupo encerrou o retorno comemorativo de 25 anos.
Em uma aparição especial juntas, o grupo se apresentou em 12 de julho de 2006 em São Paulo para comemorar os 30 anos junto com o grupo estadunidense Santa Esmeralda.

### 2016-2019: Mortes e teatro musical
Em 2016, Lidoka morreu, vitimada por um câncer de pela que tratava desde o início da década.
Em 2018 Leiloca, Dhu e Sandra se reiniram para estrelar o musical 70 - Década do Divino Maravilhoso que conta a história da década de 70 e as Frenéticas são as grandes homenageadas. Sequência de 60-Década de Arromba-Doc.Musical teve estreia nacional em 15 de Novembro no Theatro Net Rio.
Sofrendo de Alzheimer desde 2004, Edyr passou a morar no Retiro dos Artistas em 2011 e viveu lá até 2019, em decorrência de falência múltipla de órgãos.

## Discografia

### Álbuns de estúdio
| Álbum             | Detalhes                                                                       | Vendas      |
| ----------------- | ------------------------------------------------------------------------------ | ----------- |
| Frenéticas        | - Lançamento: 9 de março de 1977 - Formatos: LP - Gravadora: Warner • Atlantic | - : 500.000 |
| Caia na Gandaia   | - Lançamento: 15 de maio de 1978 - Formatos: LP - Gravadora: Warner • Atlantic | - : 150.000 |
| Soltas na Vida    | - Lançamento: 20 de agosto de 1979 - Formatos: LP - Gravadora: Warner          |             |
| Babando Lamartine | - Lançamento: 20 de novembro de 1980 - Formatos: LP - Gravadora: Warner        |             |
| Diabo 4           | - Lançamento: 23 de janeiro de 1983 - Formatos: LP - Gravadora: Top Tape       |             |

### Coletâneas
| Álbum                           | Detalhes                                                                               | Vendas |
| ------------------------------- | -------------------------------------------------------------------------------------- | ------ |
| O Melhor de Frenéticas          | - Lançamento: 3 de novembro de 1981 - Formatos: LP - Gravadora: Warner                 |        |
| As Mais Gostosas das Frenéticas | - Lançamento: 14 de janeiro de 1992 - Formatos: CD, LP, cassete - Gravadora: Warner    |        |
| Sempre Frenéticas               | - Lançamento: 4 de setembro de 1999 - Formatos: CD - Gravadora: Warner                 |        |
| Pra Salvar a Terra              | - Lançamento: 21 de julho de 2001 - Formatos: CD - Gravadora: Jam Music                |        |
| 40 Anos de Dancin' Days         | - Lançamento: 30 de junho de 2017 - Formatos: CD, download digital - Gravadora: Warner |        |

### Singles
Como artista principal
| Título                                   | Ano  | Álbum                           |
| ---------------------------------------- | ---- | ------------------------------- |
| "Perigosa"                               | 1977 | Frenéticas                      |
| "Tudo Bem, Tudo Bom??? Ou Mesmo Até..."  | 1977 | Frenéticas                      |
| "A Felicidade Bate à Sua Porta"          | 1977 | Frenéticas                      |
| "Dancin' Days"                           | 1978 | Caia na Gandaia                 |
| "Lesma Lerda"                            | 1978 | Caia na Gandaia                 |
| "Não Levo Nada a Sério"                  | 1978 | Caia na Gandaia                 |
| "A Noite de Lua Cheia"                   | 1979 | Caia na Gandaia                 |
| "Ouça Bem"                               | 1979 | Soltas na Vida                  |
| "Agito e Uso"                            | 1980 | Soltas na Vida                  |
| "É que Nesta Encarnação eu Nasci Manga"  | 1980 | Soltas na Vida                  |
| "Oh! Boy"                                | 1980 | Babando Lamartine               |
| "Ai! Hein!"                              | 1981 | Babando Lamartine               |
| "Você Escolheu Errado o Seu Super-Herói" | 1983 | Diabo 4                         |
| "Perigosas Peruas"                       | 1992 | As Mais Gostosas das Frenéticas |
| "Vai de Madureira"                       | 2001 | Pra Salvar a Terra              |

Como artista convidado
| Título                                           | Ano  | Álbum    |
| ------------------------------------------------ | ---- | -------- |
| "Tutti-Frutti" (Miguel Bosé part. As Frenéticas) | 1983 | Más Allá |

### Outras aparições
| Título                       | Ano  | Álbum                       |
| ---------------------------- | ---- | --------------------------- |
| "Ai, Se Eles Me Pegam Agora" | 1978 | Ópera do Malandro           |
| "O Preto Que Satisfaz"       | 1979 | Feijão Maravilha            |
| "Aula de Piano"              | 1980 | Arca de Noé                 |
| "O Pintinho"                 | 1981 | Arca de Noé 2               |
| "Ai, Se Eles Me Pegam Agora" | 1983 | Bar Academia: Chico Buarque |